# Ильинское (Артемьевское сельское поселение)

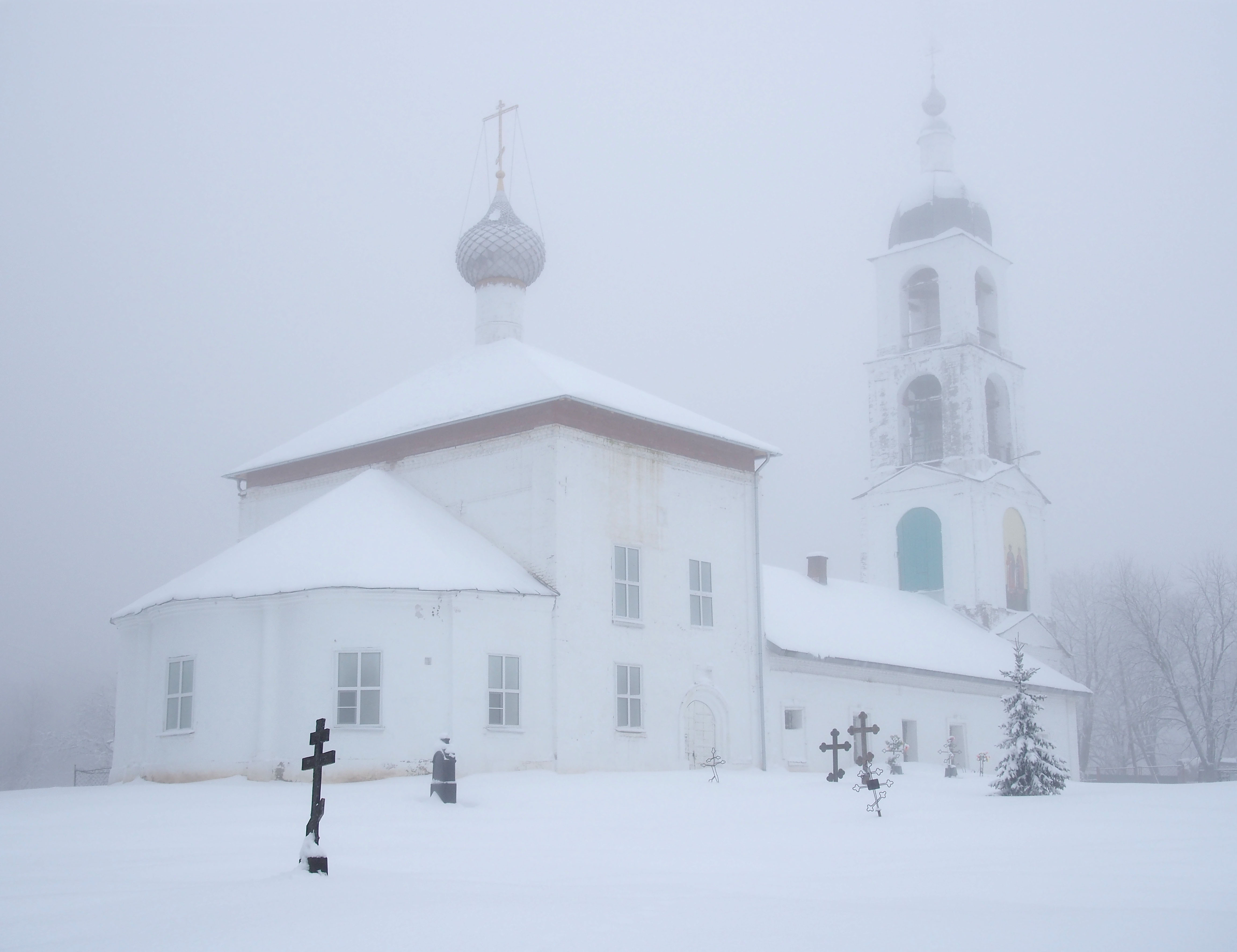
Церковь Илии Пророка, c. Ильинское Тутаевского района

Ильинское — деревня Артемьевского сельского округа Артемьевского сельского поселения Тутаевского района Ярославской области .
Деревня расположена в южной части сельского поселения. Примерно в 2 км к северу от железной дороги Ярославль—Рыбинск, между платформой Клинцево и станцией Ваулово. Параллельно железной проходит дорога, связывающая ряд деревень: от Ильинского на восток она идёт к  Олешково, а на запад к Безмино, Калошино и станции Ваулово. К северу от деревни в болоте находится исток ручья Камешник, левого притока Медведки .
На плане Генерального межевания Борисоглебского уезда 1792 года на месте деревни обозначен погост, название которого прочитать не удается. В 1825 Борисоглебский уезд был объединён с Романовским уездом. По сведениям 1859 года деревня относилась к Романово-Борисоглебскому уезду .

## Население
| 1859 | 1914 | 2002 | 2007 | 2010 |
| ---- | ---- | ---- | ---- | ---- |
| 15   | ↗23  | ↗55  | ↘45  | ↘41  |

На 1 января 2007 года в деревне Ильинское числилось 45 постоянных жителей . По карте 1975 г. в деревне жил 21 человек. Почтовое отделение, находящееся в городе Тутаев, обслуживает в деревне 31 дом на трёх улицах: Мира, Придорожная, Солнечная .

## Достопримечательности
В деревне действует церковь Ильи Пророка, построенная в 1731 году и перестроенная в XIX веке. 